# نتريد الألومنيوم
نتريد الألومنيوم هو مركب كيميائي له الصيغة AlN ، يكون في حالته النقية على شكل بلورات ذو لون أبيض مزرق، تكون لها رائحة الأمونياك في الهواء الرطب.

## الخواص
- يتفاعل نتريد الألومنيوم مع الماء محرراً غاز الأمونياك (النشادر)، بالإضافة إلى تشكل هيدروكسيد الألومنيوم حسب التفاعل

- يعد نتريد الألومنيوم من المركبات التي تمتاز بثباتيتها وقساوتها العالية (قساوتها 9 على مقياس موس Mohs )
- الرابطة الكيميائية في مركب نتريد الألومنيوم ليست شاردية (أيونية) بالكامل، حيث تساهم الرابطة المشتركة (تكافؤية) في ارتباط هذا المركب.

## التحضير
يحضر نتريد الألومنيوم من تمرير غاز النيتروجين الجاف على معدن الألومنيوم عند 800°س

## الاستخدامات
من التطبيقات العملية لهذا المركب:
- نظراً لخصائصه الفيزيائية المميزة (معامل تمدد حراري صغير، ناقلية حرارية عالية، العزل الكهربائي) يستخدم نتريد الألومنيوم في التقنيات الكهربائية.[4]
- يستخدم كوسيلة للصقل.